# Altmarks voetbalkampioenschap 1917/18
In 1917/18 werd het zesde Altmarks voetbalkampioenschap gespeeld, dat georganiseerd werd door de Midden-Duitse voetbalbond. Er zijn geen eindstanden meer bekend, enkel dat Herta Wittenberge kampioen werd en zich plaatste voor de Midden-Duitse eindronde. De club verloor in de eerste ronde van FuCC Cricket-Viktoria Magdeburg

## 1. Klasse
| Plaats | Club                         | Wed. | W | G | V | Saldo | Ptn. |
| ------ | ---------------------------- | ---- | - | - | - | ----- | ---- |
| 1.     | FC Herta Wittenberge         |      |   |   |   |       |      |
| ?.     | FC Viktoria 09 Stendal       |      |   |   |   |       |      |
| ?.     | 1. FC Saxonia 07 Tangermünde |      |   |   |   |       |      |
| ?.     | FC Hohenzollern Stendal      |      |   |   |   |       |      |
| ?.     | FC Spartanus Rathenow        |      |   |   |   |       |      |
| ?.     | FC Siegfried Wahrburg        |      |   |   |   |       |      |
| ?.     | FC Minerva 09 Wittenberge    |      |   |   |   |       |      |

|  | Kampioen, geplaatst voor Midden-Duitse eindronde |